# Mario Petter
Mario Petter (* 22. Mai 1992) ist ein ehemaliger österreichischer Fußballspieler.

## Karriere
Petter begann seine Karriere beim SV Bad Goisern. 2002 wechselte er zum SV Gmunden. 2004 spielte er kurzzeitig für die SV Ried. Im selben Jahr wechselte er in die Jugend des SV Austria Salzburg, der 2005 in FC Red Bull Salzburg umbenannt wurde. 2007 kam er in die Akademie der SV Ried.
2008 wechselte er zum fünftklassigen SV Bad Ischl. Mit Bad Ischl stieg er 2010 in die OÖ Liga auf. Nach dem Aufstieg wechselte er zur Saison 2010/11 zum sechstklassigen SV Bad Goisern. Mit Bad Goisern stieg er 2012 aus der Bezirksliga in die fünftklassige Landesliga auf. Mit 26 Treffern aus 23 Einsätzen rangierte er hinter dem Bosnier Edis Nadarević auf dem zweiten Platz der Torschützenliste der Bezirksliga Süd und hatte dabei nur einen Treffer Vorsprung auf seinen Teamkollegen, den ehemaligen Profispieler Thomas Stadler. 2013 stieg er mit Bad Goisern auch in die OÖ Liga auf. Mit 25 Toren aus ebenso vielen Spielen wurde er am Ende Torschützenkönig der Landesliga West.
Zur Saison 2013/14 wechselte er zum fünftklassigen ATSV Stadl-Paura. Mit Stadl-Paura stieg er zu Saisonende in die OÖ Liga auf und wurde mit 43 Toren aus 26 Meisterschaftsspielen überlegen Torschützenkönig der Landesliga West; der nächstbeste Spieler hatte es auf lediglich 19 Tore gebracht. Über die gesamte Saison hinweg war in lediglich drei Ligaspielen nicht zum Torerfolg gekommen und hatte in den restlichen Partien mindestens einen Treffer beigesteuert. Wettbewerbsübergreifend (einschließlich Freundschaftsspiele) hatte es Petter in dieser Spielzeit auf 38 Einsätze und 58 Tore gebracht.
Im August 2014 debütierte er in der vierthöchsten Spielklasse, als er am ersten Spieltag der Saison 2014/15 gegen den FC Wels in der Startelf stand und in der 80. Minute durch Genadi Petrow ersetzt wurde. In jenem Spiel, das Stadl-Paura mit 5:0 gewann, erzielte Petter drei Tore. Zu Saisonende stieg er mit dem Verein auch in die Regionalliga auf. In der Aufstiegssaison absolvierte er 29 Spiele in der OÖ Liga und erzielte dabei 19 Tore.
Sein erstes Spiel in der Regionalliga absolvierte er im Juli 2015, als er am ersten Spieltag der Saison 2015/16 gegen die Union St. Florian in der 57. Minute für Edin Ibrahimović eingewechselt wurde. Seinen ersten Treffer in der Regionalliga erzielte er im August 2015 bei einem 4:0-Sieg gegen den Deutschlandsberger SC. In seiner ersten Regionalligasaison erzielte er 13 Treffer in 26 Spielen; hinzu kam ein Einsatz in der zweiten Mannschaft, bei dem er vier Tore erzielte. In der Saison 2016/17 erzielte Petter 31 Tore in 29 Spielen und war damit bester Torschütze der Liga.
In der Winterpause der Saison 2017/18 wechselte er zum Ligakonkurrenten SK Vorwärts Steyr. Mit Steyr stieg er zu Saisonende in die 2. Liga auf. Sein Debüt in der zweithöchsten Spielklasse gab er im August 2018, als er am zweiten Spieltag der Saison 2018/19 gegen den FC Liefering in der 60. Minute für Josip Martinović ins Spiel gebracht wurde. In weiterer Folge wurden zahlreiche, teilweise auch internationale Klubs auf den Goalgetter aufmerksam. Im Juni 2017 absolvierte er ein Probetraining beim TSV 1860 München, entschied sich jedoch in weiterer Folge gegen einen Wechsel nach Deutschland.
Im Jänner 2019 wechselte er zum Regionalligisten Union Vöcklamarkt, bei dem er einen bis Juni 2021 laufenden Vertrag erhielt. Im Sommer 2020 folgte ein Transfer zum OÖ-Liga-Klub SV Bad Ischl. Dort trat er weiterhin torgefährlich in Erscheinung und beendete mit Saisonende 2023/24 seine Karriere als Aktiver.

## Berufslaufbahn
Bereits neben seiner Tätigkeit beim SV Bad Ischl war Petter Leiter des Serviceteams der Hauptgeschäftsstelle Bad Ischl der Sparkasse Salzkammergut und blieb dies auch nach seiner aktiven Spielerkarriere.

## Privates
Sein Großvater Herbert Petter († 2014) war vor allem in den 1960er Jahren eine wichtige Stütze des Goiserer Fußballs und gehörte jener Mannschaft an, die mit dem Klub erstmals in die höchste oberösterreichische Spielklasse aufstieg.
Auch sein Vater Hannes (* 1966), der es in den 1980er und 1990er Jahren auf zahlreiche Profieinsätze gebracht hatte, und sein jüngerer Bruder David (* 2001) traten als Fußballspieler in Erscheinung.